# Raszyn (Mazovie)
Pour les articles homonymes, voir Raszyn.
Raszyn (prononciation : [ˈraʂɨn]) est un village polonais de la gmina de Nadarzyn dans le powiat de Pruszków de la voïvodie de Mazovie dans le centre-est de la Pologne.
Le village est le siège administratif (chef-lieu) de la gmina appelée gmina de Raszyn.
Il se situe à environ 9 kilomètres à l'est de Pruszków (siège du powiat) et à 9 kilomètres au sud-ouest de Varsovie (capitale de la Pologne).
Le village compte approximativement une population de 7 109 habitants en 2006.

## Histoire
De 1975 à 1998, le village appartenait administrativement à la voïvodie de Varsovie.

## Références

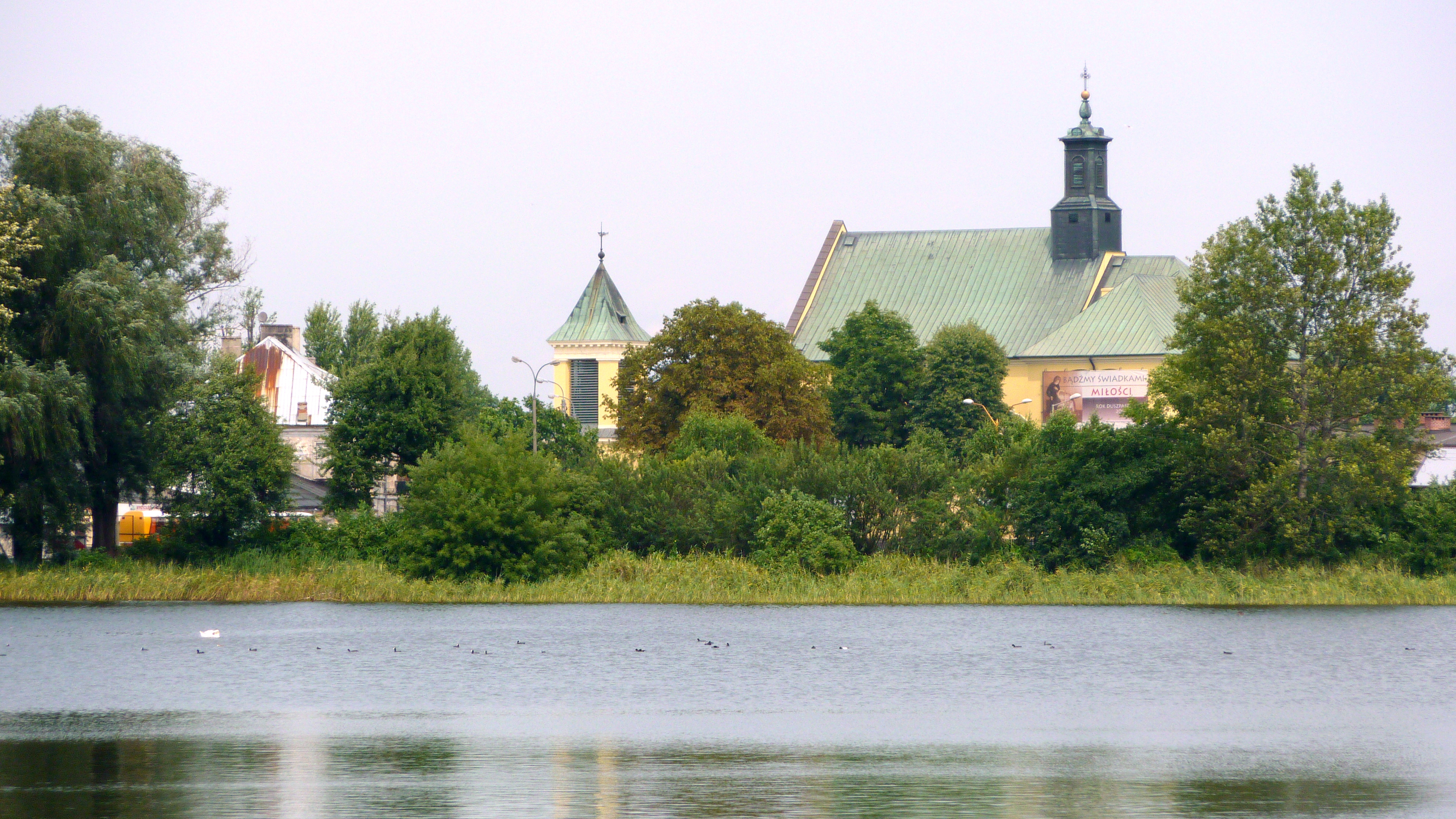
Raszyn. Églises Saint Szczepan et Saint Anna